# Superlativus
De superlativus is een categorie in de Latijnse grammatica en de Griekse grammatica die de overtreffende trap van bijvoeglijke naamwoorden en bijwoorden uitdrukt.

## Vertaling
De superlativus komt overeen met de Nederlandse overtreffende trap.
- lang - langst
- goed - best
- klein - kleinst

Soms kunnen superlativi gebruikt worden zonder dat er een vergelijking beoogd wordt; dan vertalen we met "zeer ...".
vb.: Pulcherrima est: ze is zeer mooi.

## Vorming in het Latijn
- In het Latijn wordt de superlativus gevormd door -issim- toe te voegen aan de stam van het woord en hij wordt verder verbogen zoals de bijvoeglijke naamwoorden van de tweede groep (de eerste declinatie: -us, -i, -o, -um, -o).

vb. : fortis → fortissimus, fortissima, fortissimmum
- Wanneer een bijvoeglijk naamwoord op -er eindigt, wordt niet -issim- maar -rim- toegevoegd. Voor de uitgangen zijn er geen verschillen.

vb. : pulcher → pulcherrimus, pulcherrima, pulcherrimum
- Bij de bijvoeglijke naamwoorden facilis, difficilis, similis, dissimilis, humilis en gracilis worden de kenletters -lim- gebruikt.

vb. : facilis → facillimus, facillima, facillimum
- Sommige bijvoeglijke naamwoorden krijgen het bijwoord maxime (meest)

vb. varius → maxime varius

## Onregelmatige superlativi
| bijvoeglijk naamwoord | superlativus     | Nederlands | Nederlands |
| --------------------- | ---------------- | ---------- | ---------- |
| bonus                 | optimus          | goed       | best       |
| malus                 | pessimus         | slecht     | slechtst   |
| magnus                | maximus          | groot      | grootst    |
| parvus                | minimus          | klein      | kleinst    |
| multi                 | plurimi/plerique | veel       | meest      |